# برنامج الأسلحة النووية السويدي

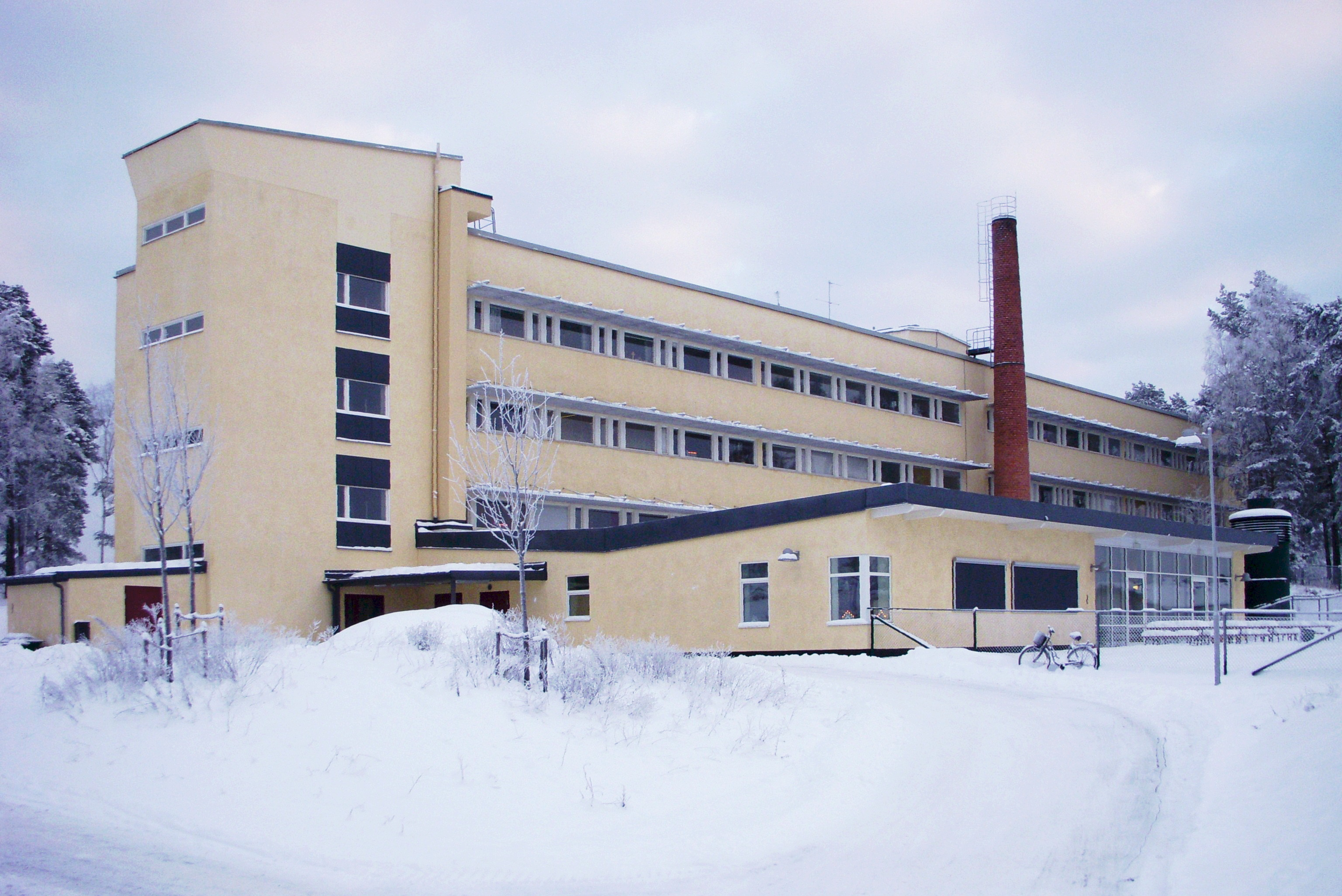

فكرت السويد في صناعة الأسلحة النووية في أعقاب الحرب العالمية الثانية لحماية نفسها من هجمات الاتحاد السوفيتي العدوانية. وفي خلال الفترة 1945–1972 أدارت الحكومة السويدية برنامج أسلحة نووية في الخفاء تحت ستار إجراء أبحاث عن الدفاع المدني في معهد أبحاث الدفاع القومي السويدي.
وصل المشروع إلى مرحلة الاستعداد لتجربة القنبلة النووية تحت الأرض بحلول خمسينيات القرن العشرين. ولكن البرلمان السويدي في ذلك الوقت حظر الأبحاث المتعلقة بالأسلحة النووية وتطويرها، وتعهد بأن يكون الغرض الوحيد من الأبحاث النووية هو الدفاع عن الوطن من خطر التعرض لهجوم نووي. احتفظ البرلمان بحق استئناف تطوير الأسلحة الهجومية في المستقبل.
تخلت السويد في نهاية المطاف عن الاستمرار في تطوير الأسلحة النووية في عام 1966. وعقب توقيع السويد على معاهدة الحد من انتشار الأسلحة النووية في عام 1968، شرعت السويد في تفكيك البرنامج وانتهت من ذلك في عام 1972.

## نظرة عامة
أدركت حكومة السويد أهمية الطاقة النووية في آخر طور من الحرب العالمية الثانية، لا سيما وأن الحلفاء أبدوا اهتمامًا شديدًا بترسبات الطفل الصفحي الأسود الحاوية على اليورانيوم في السويد. وأفضى ذلك إلى طرح فكرة سيطرة حكومة السويد على مورادها الطبيعية بما فيها اليورانيوم. شملت تلك الاقتراحات على وجه التحديد سيطرة الحكومة السويدية على صادرات اليورانيوم بالتعاون مع الحكومات الأمريكية والبريطانية، وسيطرة السويد حصرًا على خامات اليورانيوم وحظر التنقيب عنها لأغراض تجارية.
أدركت حكومة السويد قدرتها على إنتاج الأسلحة النووية أخذًا بنصيحة بعض مستشاريها مثل كارل مان سيغبان وغيره. أُثيرت قضية الأسلحة النووية في أثناء اجتماع للحكومة في 2 أغسطس 1945 بعدما طرح السفير الأمريكي هيرشل جونسون قضية الأسلحة النووية في حواره مع أمين مجلس الوزراء السويدي ستيغ ساهلين في 27 يوليو من نفس العام. وفي 11 سبتمبر تعهدت السويد بفرض سيطرتها على تنقيب اليورانيوم وتصديره. رفضت السويد طلب الولايات المتحدة بالسماح لها بشراء اليورانيوم السويدي أو حصولها على حق الفيتو على صادرات اليورانيوم السويدي.
أدى افتتاح الحرب الباردة ومخاوف السويد من تعرضها للهجوم من جانب الاتحاد السوفيتي إلى زيادة اهتمام السويد بامتلاكها ترسانة نووية خاصة بها. كانت السويد مهتمة بالأسلحة النووية التكتيكية التي تُستخدم في الأغراض الدفاعية فقط، ولم تفكر بتاتًا في صناعة أسلحة نووية إستراتيجية قادرة على مهاجمة الاتحاد السوفيتي لأسباب غير متعلقة بالأمن مباشرةً. فقد أثرت أفكار الولايات المتحدة وبريطانيا تأثيرًا قويًا على تفكير القوات المسلحة السويدية في هذا الوقت.

## دراسات أولية
بدأت أبحاث الدفاع ذات التوجه الفيزيائي في السويد في أثناء الحرب العالمية الثانية، وتمكنت من جذب عدة فيزيائيين متميزين إلى العمل في معهد الفيزياء العسكري الذي أُسس في عام 1941. اقتصرت تلك الأبحاث في تلك الفترة على الأسلحة التقليدية فقط. وفي عام 1945 اتحد المعهد الفيزيائي العسكري مع منظمتين أخريين، ما شكّل معهد أبحاث الدفاع القومي السويدي؛ عملًا بمقترح عام 1944 لإعادة تنظيم منظومة الأبحاث العسكرية السويدية. ركزت أبحاث معهد أبحاث الدفاع القومي على عدة أشياء مثل المحركات النفاثة، وتكنولوجيا الصواريخ، وأنظمة الحشوة المُشكلة، والرادار.
في أغسطس عام 1945، بعد بضعة أيام من قصف هيروشيما، قدم القائد الأعلى للقوات المسلحة السويدية، هيلج يونغ، التماسًا إلى مسؤول الأبحاث المُعين حديثًا، تورستن شميدت، يطلب فيه أن يقوم معهد أبحاث الدفاع القومي المؤسَس حديثًا بجمع كل ما تمكِن معرفته عن تلك الأسلحة النووية الجديدة. اعتمد أول تقرير أصدره معهد أبحاث الدفاع القومي في أواخر عام 1945 بدرجة كبيرة على تقرير سميث، وهو تقرير الولايات المتحدة الرسمي بشأن مشروع مانهاتن والفيزياء الكامنة وراءه، ونُشر في 12 أغسطس 1945.

## الصلة بين برنامج الأسلحة النووية واستخدام الطاقة النووية في أغراض مدنية
جذبت الأسلحة النووية والطاقة النووية اهتمامًا ملحوظًا من جانب العديد من البلدان فور خروج القنابل النووية إلى الضوء. ودارت النقاشات حول الاستخدام السلمي للطاقة النووية في الولايات المتحدة فور ظهور تقرير سميث.
بدأت أبحاث الاستخدامات العسكرية والسلمية للطاقة النووية في السويد قبل نهاية عام 1945. ففي نوفمبر عام 1945 أسست السويد لجنة الذرة، وهي لجنة استشارية مؤلفة من مجموعة من خبراء الطاقة النووية، ومهمتها الإتيان بخطة دفاعية وإبراز المسارات البديلة المتاحة لإنشاء برنامج نووي مدني. وفي عام 1947 أُسست شركة إيه بي أتوم إنرجي التي امتلكت الحكومة 57% من أصولها بينما تقاسمت عدة شركات خاصة النسبة المتبقية من الأصول، وهي شركات نشطة في مجالات التعدين وصناعة الصلب والإنتاج. وتتلخص مهمة الشركة في تطويع الطاقة النووية لأغراض مدنية.
على الرغم من أن الأبحاث النووية العسكرية كانت تتم في الخفاء، لم تكن العلاقة بين المشاريع المدنية والعسكرية موضع جدل في البداية، بل كانت ضرورية نظرًا إلى غياب الموارد المتاحة والخبرات. توطدت العلاقات بين شركة إيه بي أتوم إنرجي ومعهد أبحاث الدفاع القومي منذ بداية تأسيسها، إذ وقعت تلك الشركة على اتفاقية عمل مشترك مع معهد الأبحاث في عام 1948. أسس معهد أبحاث الدفاع مركزًا بحثيًا بالفعل في جنوب ستوكهولم، وأضحى بؤرةً للأبحاث العسكرية والتطوير. وبهذه الطريقة ظهر برنامج السويد النووي إلى الساحة في صورة مشروع تجاري مشترك بين الحكومة والأعمال الخاصة، وهو بذلك يتميز عن برامج الأسلحة النووية في البلدان الأخرى التي تحتكر الحكومات إدارتها في العادة. بدأ الناس ينظرون إلى الصلة بين الأبحاث النووية المدنية والأبحاث العسكرية بأعين الريبة نتيجة ظهور الحركات المناهضة للأسلحة النووية في أواخر خمسينيات القرن العشرين، وزيادة نفوذها في الستينيات.

## المواد الأساسية
انطوت خطة السويد للحصول على البلوتونيوم اللازم لصناعة الأسلحة النووية على تشغيل مفاعلات الماء الثقيل المضغوط لتحويل ذرات اليورانيوم إلى نظير البلوتونيوم 239 (Pu-239). تشمل المواد الأساسية اللازمة لإتمام تلك العملية: اليورانيوم، والماء الثقيل، والجرافيت؛ وهي مواد يصعب الحصول عليها نظرًا إلى سيطرة الولايات المتحدة على صادراتها بهدف منع الدول الأخرى من الحصول على الأسلحة النووية. تمكنت السويد من الحصول على كميات كبيرة من اليورانيوم عن طريق استخلاصها من خليط الطفل الصفحي الأسود الذي كانت تستخدمه شركات النفط الصخري في الحرب العالمية الثانية لإنتاج الوقود. فطنت السويد إلى أهمية تلك المادة الاستراتيجية أول مرة عندما لاحظت سعي الحلفاء وراءها. وتوقع الخبراء حينها أن منطقة رانستاد قد تشكل مصدرًا رئيسيًا لليورانيوم.
وجهت السويد أعينها نحو النرويج من أجل الحصول على الماء الثقيل. إذ دشنت النرويج حينها برنامجًا نوويًا بالفعل، وعلى هذا الأساس افترضت السويد أن بإمكانها مقايضة الماء الثقيل من شقيقتها المجاروة خصوصًا مع غياب مصادر اليورانيوم عالي الجودة في النرويج. وبالفعل ابتاعت السويد خمسة أطنان من الماء الثقيل من النرويج سرًا. ثم بدأت السويد في التخطيط لإنتاج الماء الثقيل في محطة إنتاج في ليونغافرك. وافترضت السويد حينها أن الحصول على الجرافيت أمر يسير. بينما شكلت مسألة الحصول على الكمية اللازمة من البلوتونيوم الصعوبة التقنية الرئيسية التي واجهها مشروع الأسلحة النووية السويدي طيلة فترة عمله.
في خريف عام 1948 أصدرت شركة إيه بي أتوم إنرجي ولجنة الذرة تصريحًا مشتركًا انتقدا فيه مشروع السلاح النووي في صورته الحالية. فقد تنبأ تقرير أبحاث الدفاع القومي باحتكار الجيش موارد اليورانيوم في السويد على حساب الأبحاث المدنية، ووضح أن نسبة الموارد المخصصة لإنتاج البلوتونيوم كبيرة للغاية. تعرضت جدوى مشروع إنتاج البلوتونيوم كذلك إلى التشكيك والمسائلة. وتُعد تلك أول علامة على تداخل المصالح العسكرية مع مصالح أنصار الطاقة النووية السلمية. فقد اعتمدت خطة صناعة الأسلحة على الافتراض القائل بأن كل قنبلة نووية تحتاج إلى 50 كغم من البلوتونيوم عوضًا عن 6 كغم فقط. لم يدرك أي أحد مشارك في هذا المشروع أن هذا الرقم مبالغ فيه حقًا. على الرغم من أن خطة البرنامج كانت تشمل إنتاج 5-10 قنبلة نووية سنويًا، فإنه بالنظر إلى معدل إنتاج البلوتونيوم 239 الذي وصل إلى 1 كغم يوميًا في بعض الأحيان، فإن هذا المشروع في الحقيقة مُهيأ لإنتاج 60 قنبلة نووية سنويًا.